# Province de Teshio
Teshio (天塩国, -no kuni) est une ancienne province du Japon située sur l'île d'Hokkaido. Elle était située sur une région qui correspond aujourd'hui à la sous-préfecture de Rumoi et à la moitié nord de la sous-préfecture de Kamikawa.

## Histoire
- 15 août 1869 : la province est établie et divisée en six districts.
- 1872 : la population est estimée à 1.576 habitants.
- 1882 : toutes les provinces d'Hokkaido fusionnent.

## Districts
- Mashike (増毛郡)
- Rumoi (留萌郡)
- Tomamae (苫前郡)
- Teshio (天塩郡)
- Nakagawa (中川郡)
- Kamikawa (上川郡)